# Mellisuga helenae
El colibrí zunzuncito (Mellisuga helenae), también denominado zunzuncito, trovador, pájaro mosca o elfo de las abejas,[cita requerida] es una especie de ave apodiforme de la familia Trochilidae —los colibríes— una de las dos pertenecientes al género Mellisuga. Es endémico de Cuba. Es la especie más pequeña de los colibríes y de las aves en general. 

## Distribución y hábitat
Se encuentra únicamente en Cuba y en la Isla de la Juventud. Habita en bosques, terrenos pantanosos, matorrales y jardines; ocasionalmente en campo bastante abierto, pero generalmente requiere un crecimiento maduro con espesas marañas de lianas y rico en epífitas.

## Descripción

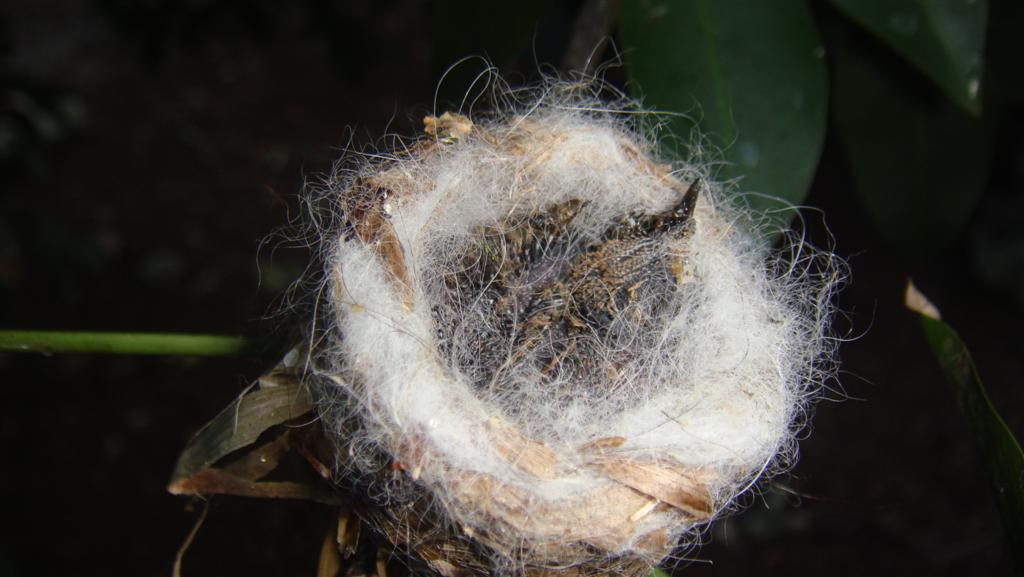
Nido con polluelos dentro.

El macho, de menor tamaño que la hembra, tiene la cabeza y el cuello de color rojo vivo, la espalda y las alas de un tono azul metálico, y el pecho y abdomen blancos grisáceos. La hembra, en cambio, tiene una coloración verde azulada con blanco en pecho y abdomen, y posee manchas blancas en la punta de la cola. Mide alrededor de 5,5 - 6,1 cm del pico a la cola, y pesa aproximadamente 1,8 g. Su nido mide apenas 3 cm de diámetro, por lo cual es el menor de todos los nidos de pájaros. El macho de la especie es el animal vertebrado de sangre caliente de menor tamaño del mundo. Es más probable confundirlo con una abeja que con un pájaro, debido a su pequeño tamaño.
En vuelo agita sus alas unas 80 veces por segundo, lo que le permite permanecer en el aire en una misma posición durante mucho tiempo; de esta forma es capaz de succionar el néctar de las flores, sin la necesidad de apoyarse en estas, o en ramas. Durante el apareamiento agita las alas hasta 200 veces por segundo. Su pico es negro y muy fino; la lengua es roja oscura, extremadamente fina y larga, la cual introduce dentro de las flores para alimentarse. Posee el segundo ritmo cardíaco más rápido de todos los animales, y es el ave con la menor cantidad de plumas. Su temperatura corporal es de 40 °C, la más alta de todas las aves, mientras que durante la noche desciende hasta los 19 °C para ahorrar energía. El zunzuncito consume la mitad de su peso en alimento y hasta 8 veces su peso en agua durante un día. Su alimentación se basa fundamentalmente en néctar e insectos.

## Estado de conservación
El zunzuncito ha sido calificado como casi amenazado por la Unión Internacional para la Conservación de la Naturaleza (IUCN) debido a que su población, estimada entre 22 000 y 66 000 individuos maduros, está en decadencia moderadamente rápida como resultado de la degradación  y pérdida de hábitat y ha desaparecido de muchas áreas donde era antes ampliamente diseminado.

## Sistemática

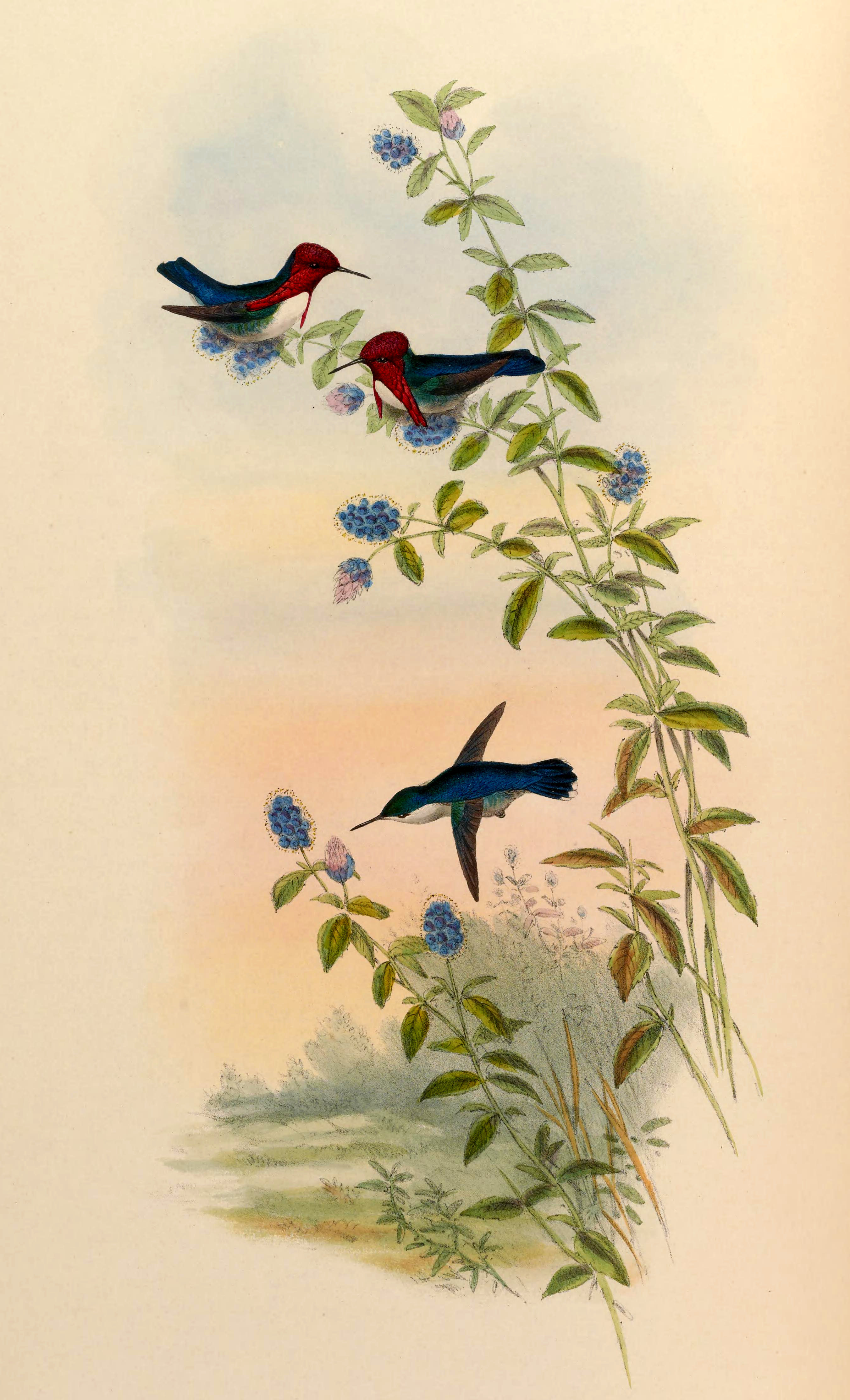
Calypte helenae, ilustración de Gould y Richter en A monograph of the Trochilidae, or family of humming-birds 3, 1861.

### Descripción original
La especie M. helenae fue descubierta por el naturalista alemán Juan Cristóbal Gundlach en 1844 pero fue descrita por primera vez en el libro Las Aves de Cuba, escrito por el naturalista gallego Juan Lembeye en 1850, bajo el nombre científico Orthorhynchus helenae; su localidad tipo es: «Cárdenas, Cuba».

### Etimología
El nombre genérico femenino «Mellisuga» se compone de las palabras del latín «mel, melis» que significa ‘miel’, y «sugere» que significa ‘chupar’; y el nombre de la especie «helenae», conmemora a Helena Booth, esposa de Carlos Booth, el compañero de estudios de Gundlach en Alemania, que invitó y alojó a este en Cuba para estudiar la fauna del país.

### Taxonomía
Fue anteriormente colocada en el género Calypte. Es monotípica.